# エゼキエル
エゼキエルは、旧約聖書に登場する紀元前6世紀頃のバビロン捕囚時代におけるユダヤ人の預言者である。

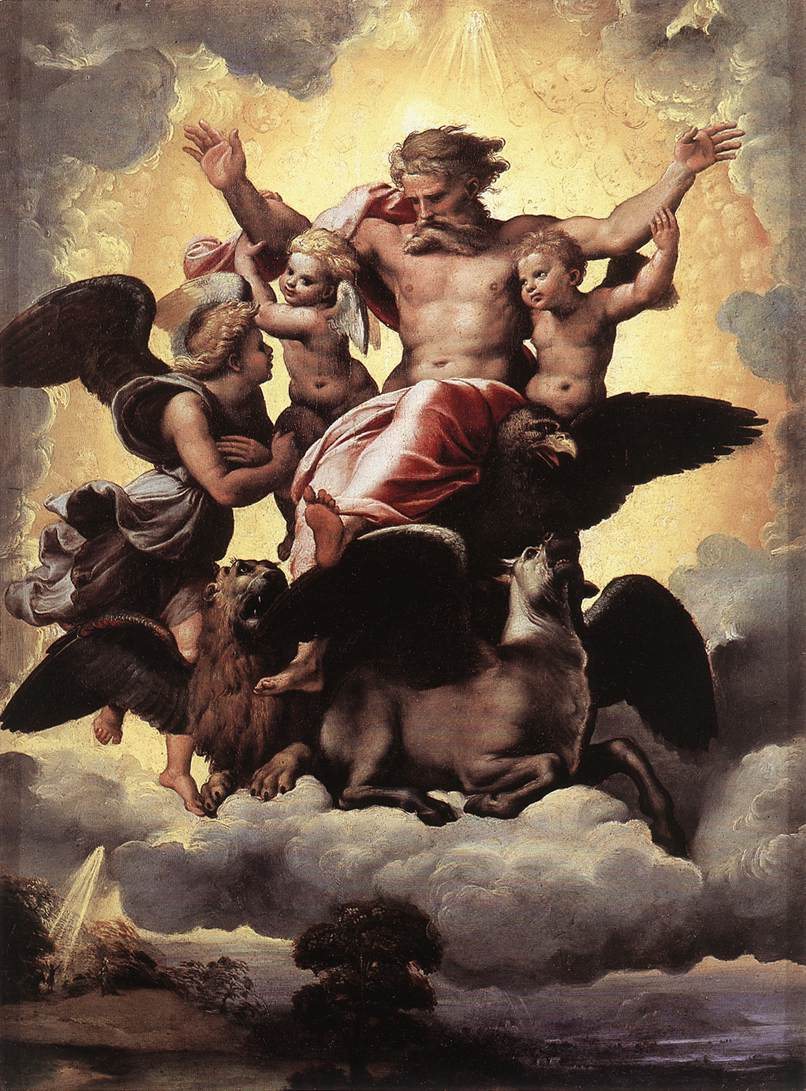
ラファエロ・サンティの「エゼキエルの幻視（フィレンツェのピッティ宮殿蔵）」。

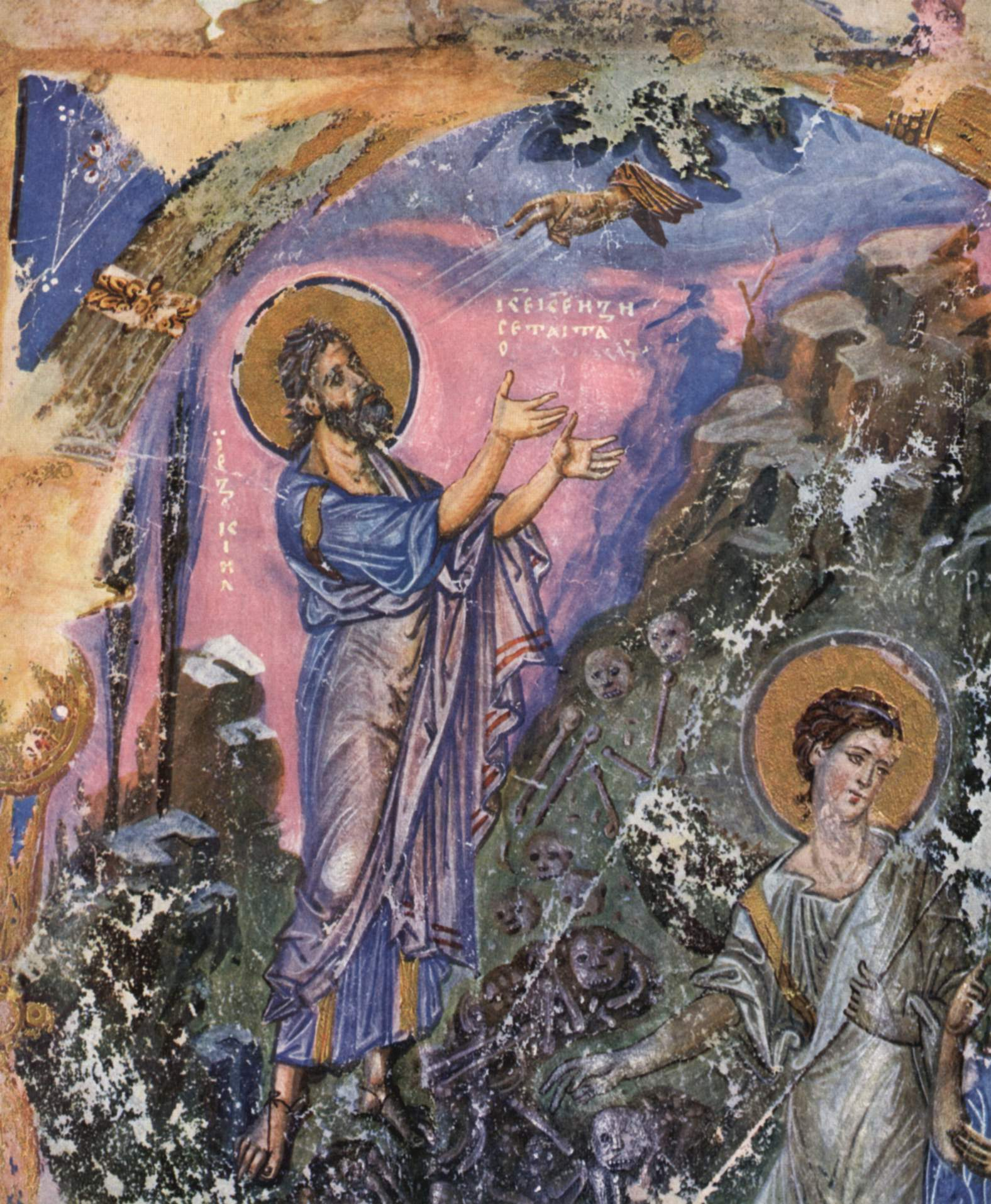
『ナジアンゾスのグレゴリオスの説教集』のエゼキエルの幻視（パリ国立図書館蔵）。

## 旧約聖書におけるエゼキエルの生涯
エゼキエルの生涯に関してはエゼキエル書以外に記載は無く、そのエゼキエル書も個人的な記述が非常に少ないために不明な部分が多い。
わかっているのはエゼキエルは祭司であり父親をブジと言い捕囚民の長老たちから相談を受ける存在であったことからおそらく祭司の家系であっただろうと言われていること。
そして紀元前597年の最初のバビロン捕囚において強制移送された一人でありバビロンのケバル河畔のテルアビブの難民社会に住んでいたこと。
妻がエルサレムの陥落前夜に亡くなった事ぐらいである。

## 預言者としてのエゼキエル
預言者としてのエゼキエルは捕囚されて5年目の紀元前593年、ケバル河畔に住んでいた頃にイスラエルの家に対し預言者活動をするようにとの神の召命を受ける幻からはじまった。
「人の子よ、わたしはあなたをイスラエルの民、すなわちわたしにそむいた反逆の民につかわす。彼らもその先祖も、わたしにそむいて今日に及んでいる。彼らは厚顔で強情な者たちである。わたしはあなたを彼らにつかわす。あなたは彼らに『主なる神はこう言われる』と言いなさい。」（エゼキエル書2:3-4)
エゼキエル書の前半24章までは、偶像崇拝や異教徒との姦淫など不信仰とされる行いをユダヤの民に対して警告し、審判が下る事を告げている。
「それゆえ、主なる神はこう言われる、あなたはわたしを忘れ、わたしをあなたのうしろに捨て去ったゆえ、あなたは自分の淫乱と淫行との罪を負わねばならぬ」（エゼキエル書23:35)
次に32章までは周辺諸国のエジプトなどに対する預言が行われる。
「これは雲の日、異邦人の滅びの時である。つるぎがエジプトに臨む。エジプトで殺される者の倒れる時、エチオピヤには苦しみがあり、その財宝は奪い去られ、その基は破られる。エチオピヤ、プテ、ルデ、アラビヤ、リビヤおよび同盟国の人々は、彼らと共につるぎに倒れる。」（エゼキエル書30:3-5)
次に、エルサレム陥落後の捕囚民に対する慰めや、祖国への帰還の約束などが預言される。
「しかしイスラエルの山々よ、あなたがたは枝を出し、わが民イスラエルのために実を結ぶ。この事の成るのは近い。見よ、わたしはあなたがたに臨み、あなたがたを顧みる。あなたがたは耕され、種をまかれる。わたしはあなたがたの上に人をふやす。これはことごとくイスラエルの家の者となり、町々には人が住み、荒れ跡は建て直される。わたしはあなたがたの上に人と獣とをふやす。彼らはふえて、子を生む。わたしはあなたがたの上に、昔のように人を住ませ、初めの時よりも、まさる恵みをあなたがたに施す。その時あなたがたは、わたしが主であることを悟る。」（エゼキエル書36:8-11)
「あなたは彼らに言え。主なる神は、こう言われる、見よ、わたしはイスラエルの人々を、その行った国々から取り出し、四方から彼らを集めて、その地にみちびき、その地で彼らを一つの民となしてイスラエルの山々におらせ、ひとりの王が彼ら全体の王となり、彼らは重ねて二つの国民とならず、再び二つの国に分れない。彼らはまた、その偶像と、その憎むべきことどもと、もろもろのとがとをもって、身を汚すことはない。わたしは彼らを、その犯したすべての背信から救い出して、これを清める。そして彼らはわが民となり、わたしは彼らの神となる。」（エゼキエル書37:21-23)
また40章以降には神殿の再建や礼拝の規定、将来の国家への細かな規定などが書かれている。
エルサレム陥落により一端は帰還する希望を失った民もエゼキエルの国家再興の預言と具体的な詳細を聞かされ、帰還の希望を抱いたのではないかと言われている。
そしてエズラとネヘミヤの時代に帰還する人々たちによる第二神殿の建設と国家復興へとつながっていく。